# Illo-eup
Illo-eup (koreanska: 일로읍) är en köping  i kommunen Muan-gun i provinsen Södra Jeolla i den sydvästra delen av Sydkorea, 305 km söder om huvudstaden Seoul.